# Mimeusemia limbata
Mimeusemia limbata är en fjärilsart som beskrevs av Jordan 1939. Mimeusemia limbata ingår i släktet Mimeusemia och familjen nattflyn. Inga underarter finns listade i Catalogue of Life.